# I Need You
«I Need You» («Te necesito») es una canción de la banda inglesa The Beatles incluida en el álbum Help! de 1965. Esta es la segunda canción escrita por George Harrison que es grabada (el 15 y 16 de febrero de 1965) y lanzada por la banda después de un largo paréntesis de dos álbumes. La canción también es parte de la película Help! y aparece en la misma secuencia antes de "The Night Before"(La noche anterior).
La canción es simple y en cierta forma melancólica, pues su letra se refiere al enamoramiento, quizás no correspondido, de una persona hacia otra, así como al deseo de que sea parte de su vida.
En esta canción, Harrison graba por primera vez una guitarra con un pedal de efectos (más específicamente, el pedal de volumen de un órgano eléctrico). La letra es confesional y se relaciona con Pattie Boyd, actriz que Harrison conoció durante las filmaciones de A Hard Day's Night, y con quien se casó en enero de 1966.

## Créditos
- George Harrison – voz, armonías vocales, guitarra eléctrica (Gretsch Tennessean), guitarra acústica (Gibson J-160e), guitarra solista de 12 cuerdas (Rickenbacker 360/129) con pedal de volumen, guitarra clásica (José Ramírez III) ybpalmas.
- John Lennon – armonías vocales, guitarra acústica (Gibson J-160e) y guitarra solista (Rickenbacker 325c64).
- Paul McCartney – armonías vocales y bajo (Höfner 500/1 63').
- Ringo Starr – cencerro, redoblante (Ludwig Jazz Festival) y palmas.

## Otras versiones
Tom Petty and the Heartbreakers interpretaron la canción en el Concert for George del año 2002.
Transatlantic hacen su versión de la canción en el disco The Whirlwind The Speakers en 1964.